# Goura scheepmakeri
La gura meridionale o colomba coronata dal pettobruno (Goura scheepmakeri Finsch, 1876) è un uccello della famiglia dei Columbidi.

## Distribuzione e habitat
Vive nelle foreste aride, in quelle allagate nelle pianure e ai piedi delle colline fino a 500 metri della Nuova Guinea.

## Descrizione
La gura meridionale è lunga 71–79 cm e pesa 2000-2235 g. Simile a Goura cristata, ma con penne della cresta più lunghe e sfrangiate. La forma nominale G. s. scheepmakeri, differisce nei colori dalla gura occidentale in quanto ha il petto ed il ventre rosso violaceo scuro, il mantello e le copritrici minori blu grigiastro scuro come il resto delle parti superiori, le macchie delle ali sono grigio biancastro pallido. La popolazione del sud della Nuova Guinea dal fiume Mimika al fiume Fly ha macchie bianche sulle ali, copritrici minori e medie rosso violaceo ed il violaceo del petto degrada al grigio blu nella parte inferiore del corpo. I giovani hanno le macchie alari grigio crema. G. s. scheepmakeri ha una macchia bianco avorio su ogni ala, mentre è grigio pallido in G. s. sclaterii.

## Biologia
I comportamenti, almeno in base alle attuali conoscenze, sono simili a quelli della gura occidentale. I nidi vengono costruiti tra i 3,5 e i 15 metri di altezza, sono relativamente piccoli, compatti e costituiti da bastoncini, tronchi, foglie di palma e viticci. In natura vivono in gruppi da 3-7 fino a 10-30 individui. Durante il corteggiamento sia il maschio che la femmina aprono frequentemente le ali verso l'alto e corrono in tale posizione muovendo ritmicamente la coda. Tale comportamento si intensifica non appena i due si avvicinano. Movimenti simili della coda si possono osservare nel genere Treron. In caso di pericolo vola sui rami spesso in vista, questa è una delle ragioni per cui viene cacciata con estrema facilità.

## Conservazione
Specie vulnerabile inclusa nell'appendice II della convenzione CITES. G. scheepmakeri era un tempo considerata abbastanza comune, ora è molto difficile trovarla in prossimità degli insediamenti umani. Per le dimensioni e la facilità con cui può essere cacciata è giunta all'estinzione in gran parte del sud est della Papua Nuova Guinea ed è assente dalla zona a sud del fiume Fly, è ancora considerata comune nelle foreste di pianura non disturbate nel sud Irian Jaya anche se viene cacciata indiscriminatamente dagli indigeni. I giovani vengono catturati e tenuti come animali domestici. È ancora possibile rinvenire questa specie nelle foreste scarsamente antropizzate del golfo Providence, sebbene questa, come altre foreste della Nuova Guinea non sia legalmente protetta a causa degli interessi economici per il taglio del legname.

## Tassonomia
Sono note le seguenti sottospecie:
- G. s. sclaterii Salvadori, 1876 - Nuova Guinea meridionale;
- G. s. scheepmakeri Finsch, 1876 - Nuova Guinea sud-orientale.